# پیمان ورشو
پیمان ورشو یا پیمان دوستی، همکاری و کمک متقابل یک پیمان نظامی بین کشورهای اروپایی بلوک شرق بود. این پیمان در ۱۴ مه سال ۱۹۵۵ به امضای هشت کشور اروپایی شوروی، آلبانی، آلمان شرقی، بلغارستان، چکسلواکی، رومانی، لهستان و مجارستان رسید و در جنگ سرد رقیب اصلی ناتو محسوب می‌گردید.
آلبانی در سال ۱۹۶۱ میلادی از آن کنار گذاشته شد و خود در سال ۱۹۶۸ میلادی از آن کناره گرفت.
هدف از پیمان ورشو که در ابتدا به مدت بیست سال منعقد شد، همکاری و همیاری دولت‌های اروپای شرقی بود. به موجب این پیمان، ستاد فرماندهی یگانه‌ای برای تمام نیروهای مسلح کشورهای عضو به وجود آمد. دولت‌های امضاکنندهٔ این پیمان متعهد شدند که در روابط خود از تهدید و به کار بردن زور خودداری کنند و هرگاه به هریک از دولت‌های عضو در اروپا حمله شود، با تمام نیرو به آن یاری دهند. کنفرانس پیمان ورشو، که به امضای این پیمان انجامید، پنج روز پس از رسمیت یافتن «اتحادیهٔ اروپای غربی» و بازگشت حاکمیت کامل به جمهوری فدرال آلمان تشکیل شد. این پیمان در ۱۹۷۵ میلادی از سر گرفته شد.

## اعضا
- اتحاد جماهیر شوروی

نیروهای مسلح شوروی
- لهستان

ارتش خلق لهستان
- آلمان شرقی

ارتش ملی خلق جمهوری دموکراتیک آلمان
- جمهوری چک

ارتش خلق چکسلواکی
- بلغارستان

ارتش ملی خلق بلغارستان
- مجارستان

ارتش ملی خلق مجارستان
- رومانی

ارتش ملی خلق رومانی
- آلبانی

ارتش ملی خلق آلبانی

## مفاد
اعضاء پیمان ورشو متعهد شدند، که در صورت بروز حمله به یک یا چند کشور عضو، به دفاع از آنها بپردازند. همچنین طبق این قرارداد، روابط بین امضاء کنندگان قرارداد مستلزم عدم دخالت در امور داخلی و احترام به استقلال و حاکمیت ملی آنها بود. اندکی بعد، با دخالت شوروی در انقلاب مجارستان در سال ۱۹۵۶ و چکسلواکی در سال ۱۹۶۸، قانون عدم دخالت نقض شد. در هر دو مورد شوروی ادعا کرد، که از او دعوت شده است و بنابراین رسماً این قانون نقض شده محسوب نشد.

## انحلال پیمان ورشو
پس از سال ۱۹۸۹، حکومت‌های جدید اروپای مرکزی و شرقی تمایلی به پشتیبانی از پیمان ورشو نداشتند. در ژانویه ۱۹۹۱ کشورهای چکسلواکی، لهستان و مجارستان اعلام کردند، تا تاریخ ۱ ژوئیه ۱۹۹۱ از این پیمان کاملاً کناره‌گیری خواهند کرد. در فوریه ۱۹۹۱، بلغارستان نیز به آنها پیوست. آلبانی قبلاً در سال ۱۹۶۸ از این پیمان خارج شده بود، که عملاً فقط سه کشور باقی‌ماندند.

## یادداشت
1. ↑  از سال ۱۹۶۱، عضو دائمی مستقل غیر شورایی بود که به دلیل اختلاف آلبانی و شوروی، رسماً در سال ۱۹۶۸ از پیمان، خارج شد.
2. ↑  در سپتامبر ۱۹۹۰، رسماً از آن خارج شد.
3. ↑  عضو دائمی مستقل غیر شورایی پیمان ورشو که در اوایل دهه ۱۹۶۰، خود را از وابستگی به شوروی رها کرد.[۱][۲]